# 韋塞萊茨 (烏克蘭)
49°19′7″N 26°26′31″E / 49.31861°N 26.44194°E
韋塞萊茨（羅馬化：Veselets）是位於烏克蘭西部的村莊，由赫梅利尼茨基州裡赫梅利尼茨基區的薩塔尼夫市鎮負責管轄。該村面積0.1平方公里，海拔高度283米，2001年人口470，人口密度每平方公里4,747.5人。